# 频域分辨光学开关
频域分辨光学开关是一种用于测量超短激光脉冲的通用方法，测量脉冲的时间尺度可从亚飞秒到纳秒。测量超短脉冲在早先很难实现，这是因为一般来说，测量一个事件，需要一个更短时间尺度的事件作为参照。而超短激光脉冲实际上是当前人类所能创造的最短时间尺度的事件。因此，对于超短激光脉冲的测量，此前人们认为是不可能的。FROG作为解决这个问题的最早技术，由Rick Trebino与Dan Kane于1991年提出，其主要思想是通过测量脉冲的“自谱图”（即脉冲在非线性光学介质中对其自身进行开关操作，开关操作后的脉冲又将其自身反映在它形成的谱中）。因为该谱是两脉冲间延迟时间的函数，使用二维相提取算法从便可从脉冲的FROG记录中提取脉冲的相关信息。
FROG替代了原有的自相关方法而成为当前测量超短激光脉冲的标准技术。旧的自相关方法只能大致估计脉冲长度，而FROG是谱分辨的自相关，允许人们利用相提取算法得到精确的脉冲强度，相信息和时间，对于简单脉冲与复杂脉冲皆能使用。简单的FROG配置仅需要一些简单排列的光学组件。FROG与GRENOUILLE（法语的FROG）在学术界与工业界的实验室中得到了广泛的应用。

## FROG
1991年，Kane与Trebino引入了FROG，它是一种简单的谱分辨自相关技术，仅仅需要将光谱仪从自相关器件边移动到其后  
。
FROG需要脉冲对其自身进行开关操作，所要进行的测量是光谱与两束脉冲间的延时。通常，参照脉冲的自身参数是容易得到的（FROG技术），如果再使用XFROG技术与此参照脉冲，对未知脉冲也可实现开关操作。一般表达式为
{\displaystyle I_{XFROG}(\omega ,\tau )=\left|\int _{-\infty }^{\infty }E_{sig}(t,\tau )e^{-i\omega t}dt\right|^{2}}
其中信号场Esig(t, τ)作为时间与延迟时间的函数，通常的定义形式为Esig(t, τ)=E(t)Egate(t - τ)。FROG中，开关函数Egate(t - τ)，是希望测得的输入的脉冲场E(t)的函数。当非线性光学过程为二次谐波（SHG）时，Egate(t - τ) = E(t)；当使用极性开光（PG）时，Egate(t - τ) = |E(t)|2。在FROG中，Egate(t - τ)可为作用在参照脉冲上的任何已知脉冲函数。总的来说，Esig(t, τ)可为包含足够信息用于重构脉冲的时间与延迟时间的任意函数。
FROG和XFROG的迹（trace）被定义为脉冲的谱图（在FROG中，称为自谱图更为恰当）。它们通常能非常直观地描述脉冲。
理论上可以证明FROG方案优于自相关方法。令Esig(t, τ)为某一新信号场Esig(t, Ω)关于其频率Ω的一维傅立叶变换。容易证明（对下式中Ω进行积分，得到之前的方程）
{\displaystyle I_{XFROG}(\omega ,\tau )=\left|\int _{-\infty }^{\infty }\int _{-\infty }^{\infty }{\widehat {E}}_{sig}(t,\Omega )e^{-i\Omega \tau }d\tau d\Omega \right|^{2}}
找到Êsig(t,Ω)就足以决定脉冲场E(t)。这样，FROG的迹是Êsig(t,Ω)的二维傅立叶变换的模平方，这形似于一维相提取问题，只是情况换作二维。人们已经证明，二维的相提取问题，实质上与一维相提取有很大不同，本质上是适定的（适定性问题），简单的。存在可靠的迭代算法适用于寻找所希望的二维场Êsig(t,Ω)与E(t)。FROG的相提取问题是涉及到一般二维相提取算法，但略有不同，可以证明这种算法非常可靠，高效。除非脉冲形状特别复杂，一般笔记本上处理时间小于0.1秒。实际上，FROG已经成为一种对超短激光脉冲进行测量相当有效而灵活的手段，不论是由自由电子激光器产生的20fs的紫外（UV）脉冲，还是形状奇特的红外辐射（IR）。FROG已经可以轻松测量少周期飞秒脉冲，对设备进行一些改动便可用于测量阿秒脉冲。
FROG还有一个方便的特性，就是它能够产生对其测量进行确认的反馈。因为所测得FROG的迹的信息远多于决定脉冲本身所需要的信息，当测得的迹与提取的迹吻合时，测量可以任定为正确。反之，可推断设备有问题，或输入脉冲场的时域空域参数被破坏了，测量不可置信。由于超短脉冲测量非常困难，这种反馈是很重要的。
使用FROG可以测量光子数只有几百（这意味着存在随机相，相干性很差），时域带宽超过1000（原子单位），时域空域参数不断变化的超短激光脉冲。